# La Força de la Pera
La Força de la Pera és una obra de la Pera (Baix Empordà) declarada Bé Cultural d'Interès Nacional.

## Descripció
Les escasses restes conservades de l'antiga fortificació de la Pera estan situades a pocs metres de l'absis de l'església parroquial de Sant Isidor, sobre una base de roca natural, en la part més enlairada del nucli. Es tracta d'un fragment de parament fet amb pedres grans irregulars, amb una cantonada de carreus escairats.

## Història
Fortalesa, documentada el 1273.